# Central Asian American Football League 2016
La Central Asian American Football League 2016 è stata la 2ª edizione dell'omonimo torneo di football americano.

## Squadre partecipanti
| Club                  | Città  | Stadio | Sponsor ufficiale | Risultato nella stagione 2015 |
| --------------------- | ------ | ------ | ----------------- | ----------------------------- |
| Almaty Titans         | Almaty |        |                   |                               |
| Astana Wolves         | Astana |        |                   |                               |
| Bishkek Snow Leopards | Biškek |        |                   |                               |

## Stagione regolare

### Calendario

#### 1ª giornata
| Almaty 20 marzo 2016 | Almaty Titans | 36 – 12 (6-0 22-0 0-6 8-6) referto | Astana Wolves |  |

#### 2ª giornata
| Biškek 7 maggio 2016 | Bishkek Snow Leopards | 18 – 30 (12-8 0-8 6-8 0-6) referto | Almaty Titans |  |

#### 3ª giornata
| 18 giugno 2016 | Astana Wolves | 20 – 9 (7-0 7-3 6-0 0-6) referto | Bishkek Snow Leopards |  |

#### 4ª giornata
| 17 settembre 2016 | Astana Wolves | 20 – 38 (0-22 6-0 6-8 8-8) referto | Almaty Titans |  |

#### 5ª giornata
| 30 ottobre 2016 | Almaty Titans | 60 – 0 | Bishkek Snow Leopards |  |

#### 6ª giornata
| 13 novembre 2016 | Bishkek Snow Leopards | 0 – 36 | Astana Wolves |  |

### Classifica
La classifica della regular season è la seguente:
- PCT = percentuale di vittorie, G = partite giocate, V = partite vinte,  P = partite perse, PF = punti fatti, PS = punti subiti

#### AFLC North
| Pos. | Squadra               | PCT   | G | V | N | P | PF  | PS  |
| ---- | --------------------- | ----- | - | - | - | - | --- | --- |
| 1    | Almaty Titans         | 1.000 | 4 | 4 | 0 | 0 | 164 | 50  |
| 2    | Astana Wolves         | .500  | 4 | 2 | 0 | 2 | 88  | 83  |
| 3    | Bishkek Snow Leopards | .000  | 4 | 0 | 0 | 4 | 27  | 146 |

## Verdetti
- Almaty Titans Vincitori della CAAFL 2016

## Marcatori
Mancano i dati dell'incontro Wolves-Snow Leopards.

| Giocatore   | Sq.                   | TD rush | TD recv | TD int | TD p.ret | TD k.ret | TD oth | Xp1 | Xp2 | FG | Saf | Totale |
| ----------- | --------------------- | ------- | ------- | ------ | -------- | -------- | ------ | --- | --- | -- | --- | ------ |
| Caj         | Almaty Titans         | 0       | 4       | 0      | 0        | 0        | 0      | 0   | 1   | 0  | 0   | 26     |
| Filippov    | Almaty Titans         | 3       | 0       | 0      | 0        | 0        | 0      | 0   | 1   | 0  | 0   | 20     |
| Stybaev     | Almaty Titans         | 3       | 0       | 0      | 0        | 0        | 0      | 0   | 0   | 0  | 0   | 18     |
| Farmašev    | Almaty Titans         | 0       | 2       | 0      | 0        | 0        | 0      | 0   | 0   | 0  | 0   | 12     |
| Kajyrgaliev | Astana Wolves         | 1       | 1       | 0      | 0        | 0        | 0      | 0   | 0   | 0  | 0   | 12     |
| ?           | Almaty Titans         | 0       | 0       | 0      | 0        | 0        | 0      | 0   | 5   | 0  | 0   | 10     |
| Adil'bekov  | Almaty Titans         | 1       | 0       | 0      | 0        | 0        | 0      | 0   | 1   | 0  | 0   | 8      |
| Alibekov    | Astana Wolves         | 0       | 1       | 0      | 0        | 0        | 0      | 0   | 0   | 0  | 0   | 6      |
| Baron       | Bishkek Snow Leopards | 0       | 1       | 0      | 0        | 0        | 0      | 0   | 0   | 0  | 0   | 6      |
| Kazimirenko | Astana Wolves         | 0       | 1       | 0      | 0        | 0        | 0      | 0   | 0   | 0  | 0   | 6      |
| Kustubaev   | Almaty Titans         | 0       | 0       | 1      | 0        | 0        | 0      | 0   | 0   | 0  | 0   | 6      |
| Michasev    | Astana Wolves         | 0       | 1       | 0      | 0        | 0        | 0      | 0   | 0   | 0  | 0   | 6      |
| Nuriev      | Bishkek Snow Leopards | 0       | 0       | 0      | 0        | 1        | 0      | 0   | 0   | 0  | 0   | 6      |
| Otkurov     | Bishkek Snow Leopards | 0       | 1       | 0      | 0        | 0        | 0      | 0   | 0   | 0  | 0   | 6      |
| ?           | Astana Wolves         | 0       | 0       | 0      | 0        | 0        | 0      | 0   | 1   | 0  | 0   | 2      |